# Thyropygus
Thyropygus är ett släkte av mångfotingar. Thyropygus ingår i familjen Harpagophoridae.

## Dottertaxa tillThyropygus, i alfabetisk ordning[1]
- Thyropygus allevatus
- Thyropygus anurus
- Thyropygus aulaconotus
- Thyropygus brevicaudatus
- Thyropygus broelemanni
- Thyropygus buttihoferi
- Thyropygus carinatus
- Thyropygus carli
- Thyropygus condei
- Thyropygus crabilli
- Thyropygus cuisinieri
- Thyropygus edentulus
- Thyropygus elegans
- Thyropygus erythropleurus
- Thyropygus fagei
- Thyropygus galianoae
- Thyropygus heterurus
- Thyropygus hosei
- Thyropygus immanis
- Thyropygus inferorum
- Thyropygus javanicus
- Thyropygus luneli
- Thyropygus malayicus
- Thyropygus minusculus
- Thyropygus mundus
- Thyropygus pfeifferae
- Thyropygus piceus
- Thyropygus renschi
- Thyropygus rubrolimbatus
- Thyropygus schubarti
- Thyropygus siamensis
- Thyropygus subvalidus
- Thyropygus trispinus
- Thyropygus vagabundus
- Thyropygus weberi
- Thyropygus xanthonotus
- Thyropygus xanthurus